# Hickman (Nebraska)
Hickman je městečko v okrese Lancaster v americkém státě Nebraska. Je součástí metropolitní oblasti města Lincolnu.
Podle sčítání lidu z roku 2019 zde žilo 2 371 obyvatel. Město zabírá plochu 2,17 km².
Asi 6 km jižně od města se nachází Norris Forest School Arboretum, jež obklopuje zdejší základní a střední školu.
V jihozápadní části města se nachází Hickman City Park.

## Demografie

### Sčítání 2010
Podle sčítání v roce 2010 ve městě sídlilo 1657 lidí, 587 domácností a 463 rodin. Hustota zalidnění byla 888,6 obyvatel/km².
Z hlediska etnického složení ve městě žilo 98,2 % bělochů, 0,4 % Afroameričanů, 0,2 % Asiatů, 0,3 % příslušníků ostatních ras a 0,9 % příslušníků dvou nebo více ras.